# Maxime Arseneau
Pour les articles homonymes, voir Arseneau.
Maxime Arseneau, né le 24 novembre 1949 à Havre-aux-Maisons, est un homme politique et un professeur québécois, ancien député péquiste des Îles-de-la-Madeleine.

## Biographie
Natif de Havre-aux-Maisons, il obtient un B.A. en histoire à l'Université de Montréal en 1974. Il reçoit un certificat en éducation cinq ans plus tard de l'Université du Québec à Montréal.
Arseneau enseigne l'histoire à la commission scolaire des Îles jusqu'en 1988. Au cégep de la Gaspésie et des Îles, il dirige les services de formation continue.
Impliqué dans le Parti québécois depuis 1977, il est aussi animateur de radio à CFIM. Lors du référendum québécois de 1995, il préside le comité du Oui dans sa région.
Élu député aux élections de 1998, il a été ministre responsable des Îles-de-la-Madeleine, ministre délégué au Tourisme dans le cabinet Bouchard de 1998 à 2001, puis ministre de l'Agriculture, des Pêcheries et de l'Alimentation dans le cabinet Landry de 2001 à 2003.
Réélu en avril 2003 et en 2007, il devient porte-parole de son parti en matière d'emploi, d'agriculture et de pêcheries.
À l'élection générale québécoise de 2008, il prend la décision de ne pas solliciter un nouveau mandat.

## Publications
Il est l'auteur de Théotiste Bourgeois: Le drame de Beaubassin (2012), Théotiste Bourgeois: Les enfants du Roy (2014) et Théotiste Bourgeois aux îles de la Madeleine (2017).

## Distinctions
- Commandeur d'office de l'Ordre national du mérite agricole (2001)